# ريتشل ويلسون
ريتشل ويلسون (بالإنجليزية: Rachel Wilson)‏ هي عالمة أعصاب أمريكية، ولدت في 1973 في كانساس سيتي في الولايات المتحدة.